# Шрифт
На български език думата шрифт идва от немски: Schrift с две значения – абстрактно и конкретно:
1. начертание, външен вид на писмените знаци;
2. пълен комплект от печатарски клишета, който съдържа едностилно оформени буквите на дадена азбука, цифрите, препинателните знаци и др.[1]

Шрифтът (на английски: font) е централно понятие и заема основна роля в сферата на типографията.

## Определение и терминология
С навлизането на компютърната текстообработка и предпечатна подготовка понятията, свързани с шрифтовете, донякъде се променят, защото цифровите шрифтове позволяват много по-голяма гъвкавост от традиционните, например изобразяване на знаците в произволна големина или автоматично накланяне и удебеляване, за разлика от фиксираните размери и форма на печатарските клишета. По-долу са дадени съвременните значения на няколко тясно свързани термина заедно с английските им съответствия, с които често се борави в софтуера.
- Начертание (на английски: font style) е специфичното художествено оформление на типографските символи (букви, цифри, пунктуационни знаци и специални символи), което се характеризира от пропорционалните отношения, наклона на знаците, наситеността на щрихите, плътността на набора и др.[2]
- Шрифт в по-конкретния смисъл (на английски: font) е пълен набор от типографски символи с определено начертание и фиксирани големина (кегел), тегло и наклон.[3] На български обаче думата „шрифт“ се използва както в значението на font, така и на font family, и за точния вложен смисъл следва да се съди по контекста.[4]
- Семейство от шрифтове (на английски: font family или typeface), наричано още шрифтова гарнитура[неработеща препратка], е набор от сходни начертания. Шрифтовете от едно семейство споделят общи особености като наличие или отсъствие на серифи, равномерна или променлива дебелина на щрихите, еднакви или разнородни ширини на буквите и др.
- През последните десетилетия се наблюдава тенденция да се създават и суперфамилии (superfamilies) от шрифтове, които съдържат базирани на един и същ рисунък шрифтове с различни типологични особености, например серифни, безсерифни и с квадратни серифи.[5]

Пример: суперфамилията Liberation съдържа шрифтовите семейства Liberation Serif и Liberation Sans, които се различават едно от друго по контраста на щрихите и наличието на серифи. Семейството Liberation Sans съдържа начертанията Liberation Sans, Liberation Sans Bold, Liberation Sans Italic и Liberation Sans Bold Italic, които се различават помежду си по наситеността на щрихите и наклона на знаците. Ако вземем начертанието Liberation Sans Italic и фиксираме големината, например на 10 или 12 пункта, получаваме конкретните шрифтове Liberation Sans Italic 10, Liberation Sans Italic 12 и т.н.
Точният български превод на английската типографска терминология обаче е спорен и варира, поради което за момента не съществува български стандарт, отнасящ се до типографската област.

## Анатомия на шрифта

### Елементи
Анатомията (или още архитектурата) на шрифтовете е съставена от различни видове елементи. По-долу са изброени някои от основните елементи на буквите заедно с английските им названия:
- основни / главни греди, също хасти (stems) – носят тежестта в конструкцията на буквата, обикновено са широки и отвесни, като отвесните щрихи в буквите П, Е, Р;
- допълнителни греди (hairlines) – хоризонтални или полегати, като в Б, Г, К;
  - съединителни греди – допълнителни греди, които свързват други греди, като в Н, И, Ю;
- овали (ovals) и полуовали (bowls) – кръгли или закръглени части на буквите, като в О, Ю и Б, Р;
- горни дължини (ascenders) – продължения нагоре на главните греди на малките букви, като в б, ф, d;
- долни дължини (descenders) – продължения надолу на главните греди на малките букви, като в у, ф, р; горните и долните дължини спомагат за подобряване на четливостта;
- опашки (tails), като в Щ, Q, K, Я;
- серифи (serifs) – декоративни елементи в краищата на гредите, виж илюстрациите;
- точки (dots), аксанти (accents) и други диакритични знаци, като в i, ѝ, ѝ, â.

### Основни видове (стилове) шрифтове

#### Според наличието и вида на серифите
Шрифтовете могат да бъдат най-общо разделени на серифни (на английски: serif) и безсерифни (на английски: sans-serif, от фр. sans ‘без’) според наличието на серифи. Макар че всяко отделно начертание се характеризира с присъствието или отсъствието на серифи, съществуват шрифтови семейства като Ното, включващи и двата вида начертания.
Серифните шрифтове се наричат още антикви (на английски: Roman), а безсерифните – гротескови (на английски: grotesque; на немски: grotesk). Като отделна категория се разглеждат шрифтовете с квадратни серифи (на английски: slab-serif), които на български се наричат и ежиптиен (на английски: Egyptian). Серифните шрифтове традиционно се използват за по-дълги печатни текстове, например основния текст във вестници и книги, тъй като серифите помагат за движението на погледа по редовете. По-изчистеният, геометричен дизайн на безсерифните шрифтове ги прави подходящи за заглавия, билбордове, табели и други кратки надписи, за които е важно да се четат бързо, както и за текстове върху екран, когато разделителната способност не е достатъчна за четливо изобразяване на знаци с по-сложна форма.

#### Според писмената система и културно-историческата традиция
Също така съществува и лингвистично поделение на стиловете шрифтове – на западни (характерни за Западната цивилизация и включващи шрифтове за/на изписвани с азбуки езици; включва азбуки като латиница, кирилица, гръцка азбука и т.н. като подкатегории) и източни (характерни за голяма част от Изтока, предимно писмените системи в Азия). Културно-историческата и идейно-художествената традиция на Запада е сравнително по-развита и проучена от тази на Изтока. Може също така да се говори за подялба на типографията и типографските традиции по писмени системи, езици, държави, етноси, автори на шрифтове, дори географски региони, като континенти и техните полуострови и т.н. Съществуват платени (комерсиални), безплатни и свободни шрифтове с отворен код, като обикновено става въпрос за цифрови шрифтове под формата на електронни файлове със специфично файлово разширение (тип на файла). Шрифтове се разпространяват на цифрови носители (например CD, т.е. компактни дискове) или по Интернет.

Въпреки това разделение, в съвремието западната типографска терминология обхваща и източните шрифтове, а в азиатските държави все повече навлиза и се налага общата терминология, като тя се обогатява и с термини, които са част от източната.

### Размери и разстояния
- Кегел. Един от основните показатели на шрифта е големината му, или кегелът. Кегел е разстоянието в пунктове между двете линии, ограничаващи съответно горните и долните дължини на малките букви (т.е. най-горната и най-долната линия на илюстрацията с думата Sphinx по-горе). В българските шрифтове единствената буква, която обикновено се простира от горната до долната линия и запълва целия кегел, е малката „ф“, когато има и горна, и долна дължина.
- Редова разредка, наричана още междуредово разстояние, междуредие, лединг[8] (на английски: leading) или дурхшус (на немски: Durchschuss). Това е разстоянието в пунктове между шрифтовите линии на два последователни печатни реда.[7] Исторически, при ръчния набор, за да се увеличи разстоянието между два реда, са били поставяни оловни ленти (обикновено с дебелина 2 пункта) между двата набрани оловни текста. Редовата разредка е основен фактор за четливостта на шрифта. Прието е да бъде равна или по-голяма от кегела, като при повечето системи за предпечатна подготовка е приблизително 120% от кегела. За окото текстът е трудно четлив и при твърде сближени, и при твърде раздалечени редове.
- Тракинг и кърнинг. Тракинг (на английски: tracking) е разстоянието между всеки две съседни букви в текста. Намаленият тракинг води до по-гъсто запълване на бялото поле с текст (кондензиран шрифт), а увеличеният придава на страницата повече въздушност. Друг показател, сходен с тракинга, е кърнингът (на английски: kerning), който има отношение към нагласянето на разстоянието между избрана двойка букви. Класическите примери са разстоянията между буквите в буквените двойки „AV“, „Wa“ и „To“.

### Други характеристики на шрифта
Освен по кегела, даден шрифт (в по-тесния смисъл на font) може да се характеризира с още няколко показателя, които зависят и от поддържаните от него писмености. За европейските азбучни писмености, базирани на латиницата, кирилицата и гръцката азбука, основните свойства са теглото на щрихите, наклонът и ширина на знаците.

#### Тегло
Тегло или плътност (чернота) на шрифта се нарича отношението на дебелината на щрихите спрямо височината на знаците. На български шрифтовете с малко тегло обикновено се наричат „светли“, а тези с голямо – „тъмни“.
Едно и също начертание може да съществува с множество тегла, от свръхсветло до черно или тлъсто. Наличието на 4 – 6 отделни тегла не е необичайно, а някои начертания се предлагат в над десет тегла. Много начертания за делови документи, Уеб и непрофесионална употреба съществуват само в нормален и получер (bold) вариант. Ако липсва получер вариант, много системи за рендиране (в браузъри, текстообработващи програми, графични редактори и програми за предпечатна подготовка) са в състояние да имитират по-тъмен шрифт чрез повторно начертаване на знаците с леко отместване или леко размазване в диагонална посока.
Базовото тегло варира с начертанието, т.е. даден нормален шрифт може да изглежда по-тъмен от друг. Например шрифтовете за плакати обикновено са доста по-тъмни, а тези за дълги текстове – по-светли. Това значи, че обозначението за тегло в името на шрифта не съответства строго на действителното абсолютно тегло на щрихите или плътност на знаците.
Опитите да се систематизира теглото на шрифтовете водят до числова класификация, използвана за пръв път от Адриан Фрутигер в шрифта Univers: 35 Extra Light (свръхсветъл), 45 Light (светъл), 55 Medium или Regular (среден или обикновен), 65 Bold (получер), 75 Extra Bold (чер), 85 Extra Bold (чер), 95 Ultra Bold или Black (свръхтъмен). Втората цифра се използва за допълнителна класификация, например 6 за курсив (46 Light Italics, светъл курсив), 7 за сбит (57 Medium Condensed, обикновен сбит), и 8 за сбит курсив (68 Bold Condensed Italics, получер сбит курсив). С тази съкратена числова система е по-лесно да се определят действителните характеристики на шрифта, например „Helvetica 67“ (HE67) отговаря на „Helvetica Bold Condensed“.

#### Наклон
В европейските шрифтови семейства, особено при антиквите, за наблягане върху важни думи се използва наклонът на знаците. При писане от ляво надясно този наклон обикновено е надясно.
В зависимост от фо̀рмата на знаците си съответните шрифтове се наричат курсивни (на английски: italic) или наклонени (на английски: oblique). Тези понятия понякога се погрешно смесват, но истинският курсив е с по-изгладени форми на буквите, наподобяващи ръкопис, евентуално с типографски лигатури и украсни елементи. От друга страна, при много безсерифни и някои серифни начертания, особено тези с равномерна дебелина на щрихите (нисък контраст), знаците просто се накланят, често по алгоритмичен път, без формата им да се променя по друг начин. Обикновено шрифтовите семейства съдържат или наклонен, или курсивен вариант, но не и двата. Дизайнерът на шрифтовете преценява дали да включи едното, или другото.

#### Ширина
Някои начертания включват шрифтове, които се различават по относителната ширина на знаците, макар че това се използва по-рядко от промяната на теглото.
Изработването на тясна версия на начертание е сложна задача, която изисква пропорционално изтъняване на щрихите и често – сплескване на заоблените леви и десни страни на буквите. Това е по-лесно за безсерифните семейства и тези с квадратни серифи, затова те по-често включват тесни варианти. Серифните начертания обикновено се предлагат само с нормална ширина.
Изписването с тесен или широк шрифт е отделна техника от сбиването или разреждането на знаците чрез кърнинг и тракинг.
Повечето начертания са или разношироки (на английски: proportional, с различни ширини на знаците), или равношироки (на английски: monospaced, с еднакви ширини на знаците като на пишеща машина), ако съответната писменост го позволява. Някои шрифтови семейства обаче предлагат и двата варианта. Някои шрифтове предлагат също така разношироки и равношироки цифри, като първите съвпадат с минускулните („малки“), а вторите – с маюскулните („главни“) цифри.
Ширината на шрифта зависи от предназначението му. Например Times New Roman е проектиран с цел да бъде по-тесен, за да позволи побиране на повече текст във вестникарската страница, а Palatino е по-широк с цел по-добра четливост.

## Компютърни шрифтове

### Общ исторически преглед
При работа с компютри се употребяват компютърни (дигитални или електронни) шрифтове. Електронният текст позволява по-голям контрол и леснота при текстообработката. Нарастващата нужда от по-богати възможности за избор и промяна на шрифтовете, свързани с утвърждаването на графичния интерфейс към края на XX век поражда и нов бизнес с компютърни шрифтове, които са обекти на интелектуална собственост. В началото на XXI век съществуват множество професионални и аматьорски онлайн магазини за продажба (и лицензиране) на дигитални шрифтове. Тези магазини се наричат „букволеярни“, (типографски) „леярници“ или само (печатарски) „леярни“ (на английски: type foundry), по аналогия с класическите леярни на метални печатарски клишета.
Покрай бурното развитие на дигиталните шрифтове, технологичният и теоретичен напредък пораждат редица нововъведения в общата типографска практика. Въвеждат се стандартизирани многоплатформени файлови формати за компютърни шрифтове, като TrueType (.TTF) и OpenType (.OTF) (които постепенно изместват по-остарелите типографски файлови формати), и се прецизира и унифицира типографската терминология. Съвременният графичен дизайн, уеб дизайнът, маркетингът и изкуствата са тясно свързани с употребата на компютърни шрифтове.
Професията „графичен дизайнер на шрифтове“, често смятана за синоним на „печатар“ (типограф, на английски: typographer), се утвърждава като част от графичния дизайн и уеб дизайна. Отварят врати множество професионални и ентусиастки уебсайтове, посветени на типографията – по-специално на дигиталната типография, дизайна на шрифтове, типографската терминология (вкл. технологични спецификации, стандарти и практики), а и на обсъждането и оценяването на съществуващи семейства шрифтове.

### В България
В последните години на 20 век и началото на 21 век темите „типография“ и „шрифтове“ постепенно проникват по-усилено в масовата култура на България (макар и със закъснение в сравнение с останалата част от света по отношение на утвърдени професионални практики и най-вече терминология), най-вече покрай употребата на цифрови (дигитални) шрифтове при операционните системи на компютрите и развитието на частния бизнес (основно на книгопечатането, графичния дизайн и маркетинга), а и чрез усилията на български дизайнери, изкуствоведи и ентусиасти-преводачи, основно сътрудничещи си чрез Интернет и публикуващи статии на български език, свързани с типографията и компютърните шрифтове, в лични или колективни онлайн издания.
Типографията като тема обаче съществува в България още с издаването на първите печатни книги на български език и е особено добре развита като приложение в лицето на печатната практика през 18-и и 19 век и особено през целия 20 век и първите десетилетия на 21 век.
В българския език терминът „полиграфия“ (книгопечатане/печатарство) е приблизителен синоним на термина „типография“, като е възприет за професионалното направление (своеобразна наука-изкуство), занимаващо се с дизайна и цялостното графично (техническо и художествено) оформление на печатни и електронни книги, надписи и табели, който включва и дизайна, избора, цветовата палитра, оформлението, нагласянето и т. н. особености на шрифтовете, които се използват в дадена публикация.

## Типографски практики, свързани с шрифтове

### Текстове за демонстрация на шрифтове
Честа практика при представянето на шрифтове е показването на пълния набор от знаци, поддържан от съответния шрифт.
В западните езици с азбучни писмености съществуват популярни шаблонни изречения, използвани в мострите на шрифтове. Най-често те са панграми, т.е. съдържат всички букви от съответната азбука. Една често използвана панграма за латинската азбука е „The quick brown fox jumps over the lazy dog“ („Бързата кафява лисица прескача мързеливото куче“).
В предпечатната подготовка, когато в макет на оформление трябва да се разположи по-дълъг примерен текст, за да се провери плътността, четливостта и общата типографска естетика на даден шрифт, често се използва псевдолатинският текст „Lorem ipsum“.

### Добри практики при дизайна на шрифтове
Според специалистите типографи, при избора на шрифт е добре да се знаят и предвидят няколко важни неща.
Подходящо е кегелът да бъде съобразен с размера на печатната страница, за да не изглежда шрифтът прекален груб, или в обратния случай – прекалено ситен. Често неопитните дизайнери на шрифтове допускат груби грешки – например използват три, четири и повече различни по вид шрифта, за да разнообразят изделието, но истината е, че повече от 2 – 3 са много, при това едновременната употреба на различни по стил шрифтове (например ръкописен и прав шрифт) не винаги изглежда добре.
Сред добрите дизайнерски практики е да се използват шрифтове от едно и също семейство с цел отделяне на основен и подтекст, вместо основният да бъде в получер/удебелен стил (разг. „болдиран“, удебелен).
Друг важен критерий при подбора на шрифт е четливостта – има прекрасни ръкописи, изваяни с майсторство и внимание към детайлите, които се четат леко и не дразнят окото. Същевременно присъстват и много шрифтове, които не са достатъчно вътрешнопоследователни, т.е. вътрешно взаимно съгласувани по отношение на стила и размерите на целия набор от знаци, съставляващ шрифта.